# Korsvegen
Korsvegen is een plaats in de Noorse gemeente Melhus, provincie Trøndelag. Korsvegen telt 496 inwoners (2007) en heeft een oppervlakte van 0,58 km².